# Zumiez

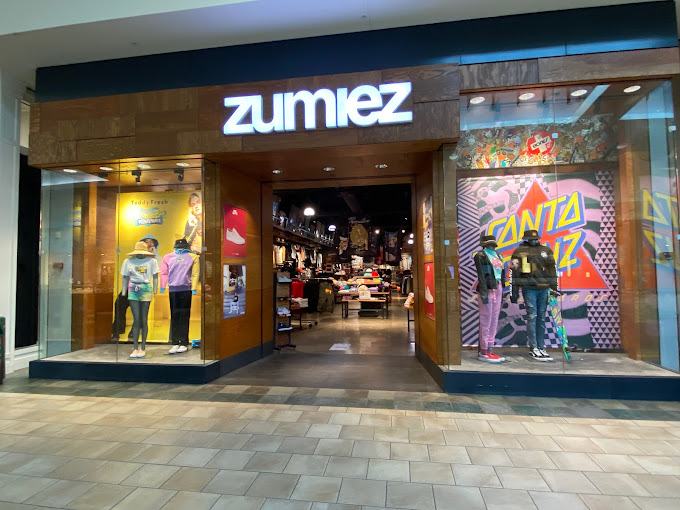
Zumiez-Filiale in Boardman

Zumiez ist ein US-amerikanisches Bekleidungshandelsunternehmen. Zielgruppen sind vor allem Skateboarder, Snowboarder und Surfer.

## Geschichte
Gegründet wurde das Unternehmen von Tom Campion und Gary Haakenson im Jahr 1978. Der Hauptsitz der Firma befindet sich in Lynnwood im Bundesstaat Washington. 2006 wurde das US-Unternehmen Fast Forward erworben, das Skateboards und zugehörige Kleidung anbietet.
Ende Januar 2015 betrieb Zumiez 603 Geschäfte, überwiegend in den USA und Kanada, 18 in Europa. Ferner wird ein Online-Shop betrieben, der unter anderem auch nach Deutschland und in die Schweiz liefert.
Durch den Kauf von Blue-Tomato versucht Zumiez einen großen Markt in Europa aufzubauen.

### Blue Tomato
Zumiez erwarb 2012 den österreichischen Brettsport- und Modeanbieter Blue Tomato, der Kleidung und Ausrüstung zum Snowboarden, Skifahren, Surfen und Skaten verkauft. Der Grundstein zu Blue Tomato wurde 1988 vom ehemaligen Snowboard-Europameister Gerfried Schuller gelegt. Verkauft wird im Onlineshop, welcher in 14 Sprachen verfügbar ist, und in über 65 Ladengeschäften, davon 31 in Deutschland, 19 in Österreich, 11 in der Schweiz, drei in den Niederlanden, 6 in Finnland und einen in Norwegen. Das Angebot umfasst über 500 Marken und 450.000 Produkte. Blue-Tomato ist auch für seine große Präsenz bei Events und im Social-Media-Bereich bekannt.
Blue-Tomato hat den Hauptsitz in Schladming und ein Lager in Graz. Blue-Tomato beschäftigt zurzeit rund 700 Mitarbeiter.